# بني دعيس (الخبت)

تعديل مصدري - تعديل

بني دعيس هي إحدى قرى عزلة جبع بمديرية الخبت التابعة لمحافظة المحويت، بلغ تعداد سكانها 436 نسمة حسب تعداد اليمن لعام 2004.